# Chroustovice
Chroustovice (en allemand : Chraustowitz) est un bourg (městys) du district de Chrudim, dans la région de Pardubice, en République tchèque. Sa population s'élevait à 1 232 habitants en 2022.

## Géographie
Chroustovice se trouve à 15 km à l'est de Chrudim, à 18 km au sud-est de Pardubice et à 112 km à l'est-sud-est de Prague.
La commune est limitée par Slepotice, Moravany et Uhersko au nord, par Ostrov, Stradouň et Vinary à l'est, par Jenišovice et Rosice au sud, et par Hrochův Týnec à l'ouest.

## Histoire
La première mention écrite de la localité date de 1349.

## Administration
La commune se compose de sept sections :
- Březovice
- Chroustovice
- Holešovice
- Lhota u Chroustovic
- Mentour
- Městec
- Poděčely

## Galerie

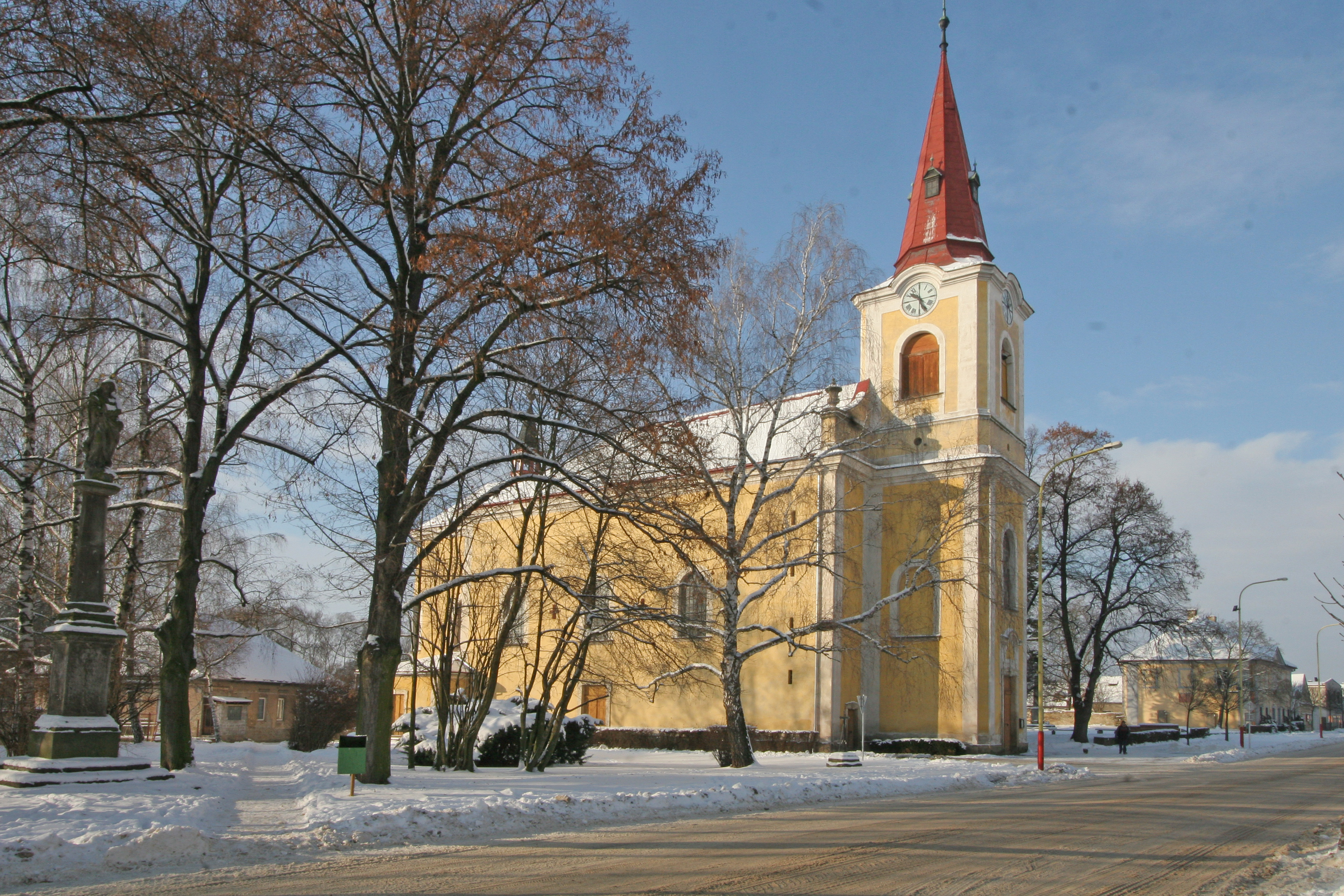
L'église Saint-Jacques.
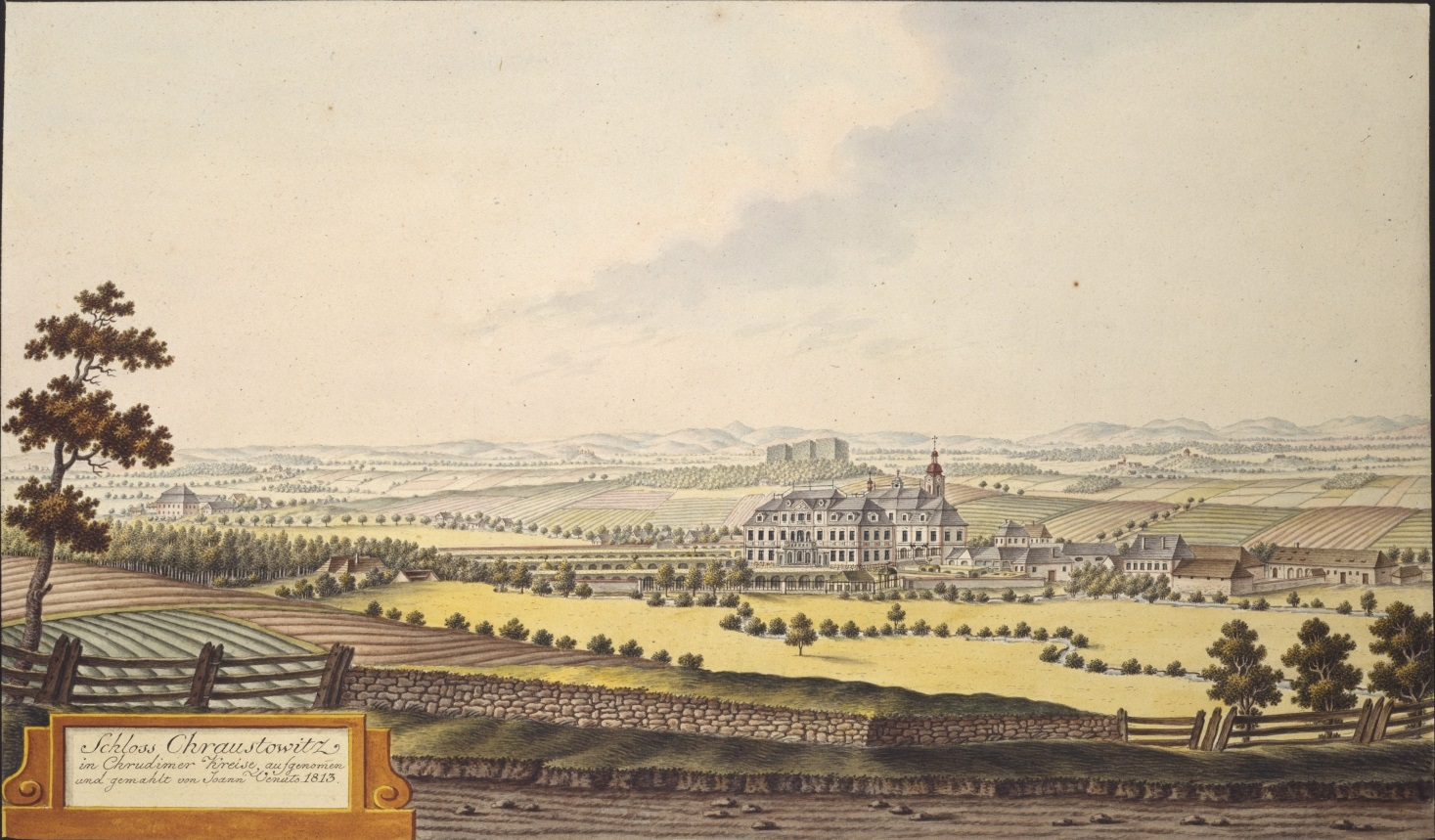
Chroustovice en 1813, par Joann Venuto.

## Transports
Par la route, Chroustovice se trouve à 6 km de Hrochův Týnec, à 16 km de Chrudim, à 21 km de Pardubice et à 144 km de Prague. 